# ماري البريطانية
ماري أميرة بريطانيا العظمى ولاندغرافين هسن-كاسل (5 مارس 1723م-14 يناير 1772م) هي ابنة جورج الثاني ملك بريطانيا العظمى وزوجته كارولين أميرة براندنبورغ-أنسباخ وزوجة فريدرش الثاني لاندغراف هسن-كاسل.